# پیکان آبی
پیکان آبی، تیرکمان آبی (نام علمی: Sagittaria trifolia) نام یک گونه از تیره قاشق‌واشیان است.